# Roland Morillot
Roland Morillot (ur. 13 czerwca 1885 w Saint-Lumier-la-Populeuse, Francja, zm. 29 grudnia 1915 u wybrzeży Kotoru, Austro-Węgry) – francuski wojskowy, kapitan marynarki, dowódca okrętu podwodnego „Monge”.

## Biografia

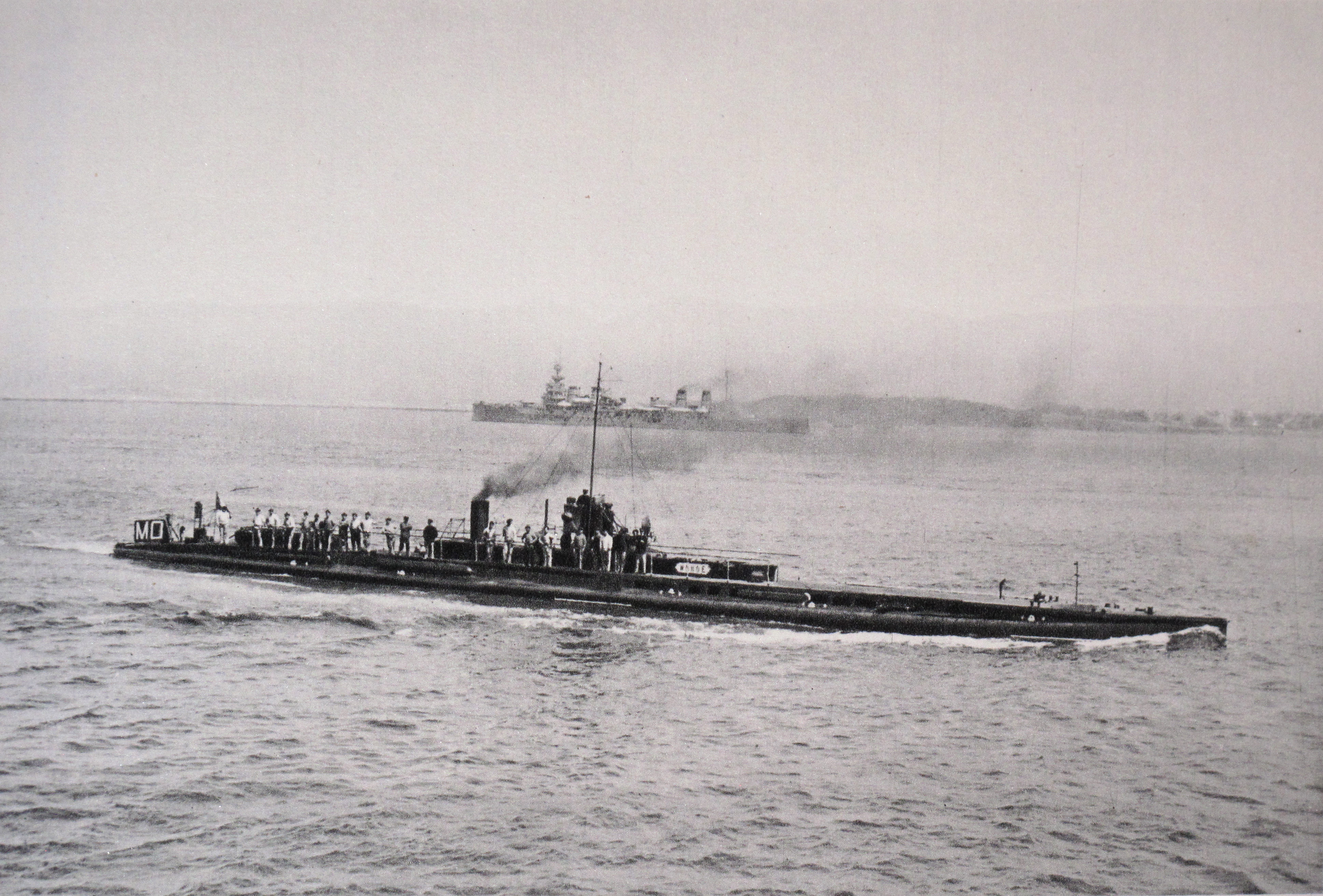
„Monge”

Syn posła Leona Morillot, w 1901 wstąpił do École navale, po ukończeniu szkoły w 1904 w stopniu podchorążego (aspirant de 1re classe) otrzymał przydział na okręt szkolny „Duguay-Trouin”, przeniesiony następnie na krążownik „Jurien de la Gravière” we Flocie atlantyckiej, w 1906 awansowany na porucznika marynarki, w lutym 1907 przydzielony na pancernik „République”. W październiku 1908 skierowany do Szkoły torpedowej (École des torpilles) w Tulonie, po ukończeniu kursu wysłany do działu torpedowo-elektrycznego na krążowniku pancernym „Jules Ferry” we Flocie śródziemnomorskiej.
W maju 1910 został pierwszym oficerem na okręcie podwodnym „Monge” typu Pluviôse, w listopadzie 1911 przeniesiony na „Mirabeau” typu Danton. W 1913 ożenił się z córką admirała Louisa de Marolles, z którą miał syna. 14 listopada 1913 awansowany do stopnia kapitana marynarki, 1 marca 1914 objął dowództwo okrętu „Monge”. Po wybuchu I wojny światowej wykonywał misje dozorowe na dolnym Adriatyku. Po przystąpieniu Włoch do wojny 24 maja 1915 został przeniesiony do bazy w Brindisi i podporządkowany dowództwu grupy okrętów podwodnych Regia Marina w Tarencie.
27 grudnia 1915 o 16:30 „Monge” wypłynął z bazy w Brindisi aby zająć pozycję pod bazą austro-węgierskiej marynarki wojennej Kotor. 29 grudnia po północy austro-węgierska flotylla opuściła Kotor z zadaniem poszukiwania dwóch włoskich niszczycieli między Brindisi a Durrës. O 2:15 „Monge” przebywający na głębokości peryskopowej został staranowany przez krążownik SMS „Helgoland”. Mimo poważnych uszkodzeń okręt udało się wynurzyć dzięki umiejętnościom kapitana Morillota, który pod ostrzałem wroga ewakuował załogę. Dowódca wraz z dwoma matami i psem Tango, maskotką okrętu, pozostał na pokładzie i utonął razem z nim.

## Odznaczenia
- Komandor Orderu Legii Honorowej – 19 września 1916[4]
- Złoty Medal Za Męstwo Wojskowe[2]